# Airedaleterriër
De airedaleterriër is een hondenras. De naam van de airedaleterriër, die ook wel koning der terriërs genoemd wordt, stamt van het rivierdal (Engels: dale) van de rivier de Aire in Yorkshire. In dit gebied ligt ook de oorsprong van de airedaleterriër.

## Geschiedenis
De oorsprong van de airedaleterriër is niet zeker. Met hoge waarschijnlijkheid fokten de boeren in het dal van de Aire in de 19e eeuw deze veelzijdig inzetbare hond uit de otterhound en enkele middelgrote Engelse terriërs. Ook de gordon setter en Schotse herders zouden mee ingekruist zijn. Eerste vermeldingen van het ras noemen hem nog waterside terriër of working terriër. In 1875 werden de eerste honden van dit ras onder de naam waterside terriër of bingley terriër tentoongesteld. Vanaf 1880 werd de naam airedaleterriër voor het ras gebruikelijk. In 1882 werd het eerste stamboek geopend. In 1886 werd het ras door de Engelse "Kennel Club" officieel erkend. De jaartallen lopen uiteen tussen de verschillende bronnen.

## Gebruik
De airedaleterriër heeft veelzijdige eigenschappen die terug te voeren zijn op de veelzijdige inzet in zijn oorsprongsgebied. De boeren, jagers, mijnwerkers en fabriekswerkers gebruikten de honden voor de jacht (op otters), herderswerk, waakdiensten en hondengevechten. Hoewel de hond een ruwe vacht heeft en algemeen een borstelig uiterlijk heeft diende hij in de 19e eeuw als begeleider van de lady's in Londen.
In 1894 werd hij als bijzonder geschikt bevonden om in het Duitse leger dienst te doen. Tijdens een inzetbaarheidsproef voor de Tweede Wereldoorlog lag de airedaleterriër met 33% voor op rassen zoals de dobermann en de boxer.

## Uiterlijk
Een airedaleterriër is een robuuste en zeer gespierde hond. Hij heeft een harde, compacte en ruwe vacht met veel ondervacht. De kleur van hoofd, oren, poten is bruinkleurig en de rug en de zijkanten zijn zwart of donkergrijs. Reuen bereiken meestal een schofthoogte van 58 tot 61 centimeter en teven een schofthoogte van 56 tot 59 cm. De airedaleterriër heeft een gewicht van ongeveer 20 kilogram voor een teef en 25 voor een reu.

## Anno 2008
De airedaleterriër is een veelzijdige hond: het is een lieve gezinshond en tevens een goede werkhond. Op het ogenblik is het een ras dat niet in groten getale voorkomt. Enkele internationaal gerenommeerde airedaleterriërfokkers zijn Stargus,  Jokyl (Groot-Brittannië), Joval, Darbywood (Verenigde Staten), Van 't Asbroek,  Airedreams (België), Garnsee, Von der schwarzen kuhle (Duitsland), Of the Courtmate, v.'t Seebosch, Of Malton (Nederland).
Airedaleterriër ·
Amerikaanse staffordshireterriër ·
Australische silkyterriër ·
Australische terriër ·
Bedlingtonterriër ·
Borderterriër ·
Braziliaanse terriër ·
Bulterriër ·
Cairnterriër ·
Ceskyterriër ·
Dandie Dinmont-terriër ·
Duitse jachtterriër ·
Engelse toyterriër ·
Foxterriër ·
Glen of Imaalterriër ·
Ierse terriër ·
Irish soft-coated wheaten terrier ·
Jackrussellterriër ·
Japanse terriër ·
Kerry blue-terriër ·
Lakelandterriër ·
Manchesterterriër ·
Miniatuur Bulterriër ·
Norfolkterriër ·
Norwichterriër ·
Parson Russell-terriër ·
Schotse terriër ·
Sealyhamterriër ·
Skyeterriër ·
Staffordshire-bulterriër ·
Welsh terriër ·
West Highland white terrier ·
Yorkshireterriër